# Thuận Hóa (xã)
Thuận Hóa là một xã cũ thuộc huyện Tuyên Hóa, tỉnh Quảng Bình, Việt Nam.
Xã Thuận Hóa có diện tích 44,09 km², dân số năm 2019 là 2.239 người, mật độ dân số đạt 51 người/km².

## Lịch sử
Ngày 16 tháng 6 năm 2025, Ủy ban Thường vụ Quốc hội ban hành Nghị quyết số 1680/NQ-UBTVQH15 về việc sắp xếp các đơn vị hành chính cấp xã của tỉnh Quảng Trị năm 2025. Theo đó, sắp xếp toàn bộ diện tích tự nhiên, quy mô dân số của thị trấn Đồng Lê, xã Kim Hóa, xã Lê Hóa, xã Thuận Hóa, xã Sơn Hóa thành xã mới có tên gọi là xã Đồng Lê.